# Епидемија великих богиња у Јапану (735–737)
Епидемија великих богиња у Јапану (735–737) била је велика епидемија великих богиња која је захватила већи део Јапана. У епидемији је умрла отприлике једна трећину (око милион појединаца) целокупне јапанске популације. Епидемија је имала значајне друштвене, економске и верске последице широм земље.

## Историјат
Неколико деценија пре избијања, званичници јапанског суда усвојили су кинеску политику пријављивања избијања болести међу популацијом. Ова пракса бележења у великој мери је олакшала идентификацију великих богиња као болести која је погодила Јапан током година 735–737.
Повећани контакти и трговина између Јапана и азијског копна, директно и преко Кореје, довели су до чешћих и озбиљнијих избијања заразних болести, укључујући богиње. Забележено је да је епидемија била широко распрострањена око августа 735, у граду Дазаифу, Фукуока у северном Кјушуу. Заразу је наводно пренео јапански рибар који је доживео бродолом након што је остао насукан на Корејском полуострву, где се заразио. Болест се брзо проширила широм северног Кјушуа те године и ширење је настављено током следеће године. До 736. године, многи закупци земље у Кјушуу су или умирали или су напуштали рад на њивама, што је довело до лоших пољопривредних приноса и на крају глади.
Такође 736. године, група јапанских владиних званичника прошла је кроз северни Кјушу док се епидемија појачавала. Како су се чланови странке разболели и умрли, група је напустила своју намеравану мисију на Корејском полуострву. Вративши се у престоницу са великим богињама, званичници су директно допринели да се болест прошири на источни Јапан и Нару. Болест је наставила да пустоши Јапан 737. године. Једна од манифестација великог утицаја пандемије било је то што је до августа 737. године ослобођење од пореза проширено на цео Јапан.
На основу фискалних извештаја, смртност одраслих од епидемије великих богиња од 735-737 процењена је на 25-35% целокупне популације Јапана, при чему су неке области имале много веће проценте смртности. Погођени су сви нивои друштва. Многи племићи умрли су од последица богиња 737. године, укључујући сва четири брата политички моћног клана Фуџивара: Фуџивара но Мучимаро (680–737), Фуџивара но Фусасаки (681–737), Фуџивара но Умакаи (694–737) и Фуџивара но Маро (695–737). Њихова смрт омогућила је уздизање њиховог познатог ривала Тачибана но Мороеа на високи званични положај на двору цара Шомуа.
Епидемија није само убила велики део становништва, већ је изазвала значајну дислокацију, миграцију и неравнотежу радне снаге широм Јапана. Веома погођена занимања су била грађевинарство и пољопривреда, посебно узгој пиринча.

## Последице
Поред одобравања пореских олакшица, јапански племићи су предузели друге акције, каве раније нису забележене у историјиз земље, као одговор на последице епидемије, како би утицали на заустављање широко распрострањене миграције становништва и да би оживјели пољопривредне заједнице. Неколико година након што је епидемија богиња завршила својим током, јапански лидери су покушали да стимулишу пољопривредну продуктивност нудећи приватно власништво над земљом онима који су вољни да раде на пољопривредном земљишту.
Такође, отприлике у то време, цар Шому, који се осећао лично одговорним за трагедију, увелико је повећао званичну подршку будизму и наручио је изградњу великог храма Тодаи-ји и његовог Даибутсуа (монументална статуа Буде). Такође је пружио значајну финансијску подршку за изградњу других провинцијских храмова (kokubunji (国分寺), статуа и сродних верских структура широм земље. Речено је да је само цена ливења монументалне статуе Буде скоро довела до банкрота земље.
Током наредних неколико векова, Јапан је наставио да се суочава са епидемијом великих богиња. Али до раног дела 2. миленијума, мале богиње су постале ендемске за јапанску популацију и стога су последице богиња биле мање деструктивне по земљу и популацију.